# Zalew Bledzewski
Zalew Bledzewski (deutsch Blesener Talsperre) ist ein Stausee im Powiat Międzyrzecki der Woiwodschaft Lebus im südlichen Polen. Er ist nach der ehemaligen Stadt Bledzew (Blesen) benannt. Das Wasserkraftwerk Elektrownia wodna Bledzew (Obrakraftwerk in Blesen) liegt im Ortsteil Elektrownia (übersetzt Kraftwerk).

## Geschichte
Unweit der Stadt Blesen befindet sich eine Wassermühle an der Obra. Das nach 1843 errichtete Fachwerkhaus ersetzte die alte Malz-Mühle des Klosters. Es dient heute als Wohngebäude.
Das Laufwasserkraftwerk oberhalb der Stadt wurde 1905 vom Berliner Ingenieurbüro Havested & Contag entworfen. Das Unternehmen war auf Wasserbau spezialisiert. Investor und Bauherr war die Überlandzentrale Birnbaum-Meseritz-Schwerin a.W. e.G.m.b.H., die auf Initiative der Kreise Birnbaum (Międzychód), Meseritz (Międzyrzecz) und Schwerin a./Warthe (Skwierzyna) gegründet wurde. Der Bau der Staumauer und des Kraftwerks begann 1906. Die technische Ausrüstung lieferte die AEG. Ende 1910 wurden die ersten beiden Turbinen in Betrieb genommen. Die offizielle Eröffnung und Inbetriebnahme der Gesamtanlage mit drei Turbinen erfolgte am 15. Mai 1911. Für die wasserarme Zeit bestand eine Dampfreserve nahe der Braunkohlengrube Gut Glück.
Die Anlage arbeitete auch im Zweiten Weltkrieg ununterbrochen bis zum 2. Februar 1945, als die Gegend von Soldaten der Roten Armee besetzt wurde. Nach zwei Wochen konnte es den Betrieb wieder aufnehmen. Die dritte Turbine wurde 1969 demontiert. In der Generatorhalle wurde nach Modernisierungen in den 1980er Jahren eine Ausstellung angelegt, die neben ersetzter alter Baugruppen, Armaturen, sowie Steuer- und Messgeräten auch Gegenstände aus den modernisierten Kleinkraftwerken Gucisz bei Gudzisz (Kutzdorf), Kamienna an der Drawa (Gmina Dobiegniew), Międzylesie in Reczyce (Kutzdorfer Eisenhammer) des Energieversorgers in Gorzów Wielkopolski (Landsberg an der Warthe) umfasst. Im ersten Stock befinden sich ein Kontrollraum und eine Mittelspannungsschaltanlage mit originalen deutschen und schweizerischen Geräten.
Das Kraftwerk Bledzew ist eins der ältesten aktiven Wasserkraftwerke des Landes. Es produziert jährlich etwa dreitausend MWh Strom, bei einer Leistung von 1,5 Megawatt. Bei der letzten Modernisierung ersetzten zwei neue Generatoren die bisherigen vier. Durch vollständige Automatisierung wird die Anlage von einem Mitarbeiter überwacht, zuvor waren es sechs. Sie produziert heute Strom als Spitzenlastkraftwerk.

## Beschreibung

### Stausee und Staumauer
Die Staumauer mit einer Kronenlänge von etwa 150 Metern staut das Wasser der Obra auf eine Höhe von 40 m n.p.m. auf. Der See ist über sieben Kilometer lang und bis zu 500 Meter breit. Die Wasserfläche beträgt 130 Hektar, bei einer durchschnittlichen Tiefe von zwei Metern. Im See gibt es eine größere Insel.

### Kraftwerk
Die Anlage ist ein repräsentatives Beispiel für ein Laufwasserkraftwerk aus dem Anfang des 20. Jahrhunderts. Das technische Konzept und die mechanische Ausrüstung wurde beibehalten. Neben seinem historischen und technischen Wert ist das Kraftwerk ein wichtiger Faktor für die Gestaltung der Kulturlandschaft.

### Tourismus
Der See gilt als Paradies für Angler. Es gibt dort viele Fischarten, unter anderem Zander, Hecht und Karpfen. Stausee und Obra werden mit Kajaks befahren. Die Wassersportler müssen ihr Gerät um die Staumauer herum tragen. Das Kraftwerk und die zusätzliche Ausstellung können von Gruppen besucht werden. In Zukunft soll dort ein technisches Museum eingerichtet werden.
In der Nähe des Kraftwerks befinden sich ein Ferienzentrum des Energieversorgers Enea S.A. sowie Unterkünfte des Agrotourismus.